# Euchaetes pollenia
Euchaetes pollenia là một loài bướm đêm thuộc phân họ Arctiinae, họ Erebidae.